# Papa gordo, papa delgado

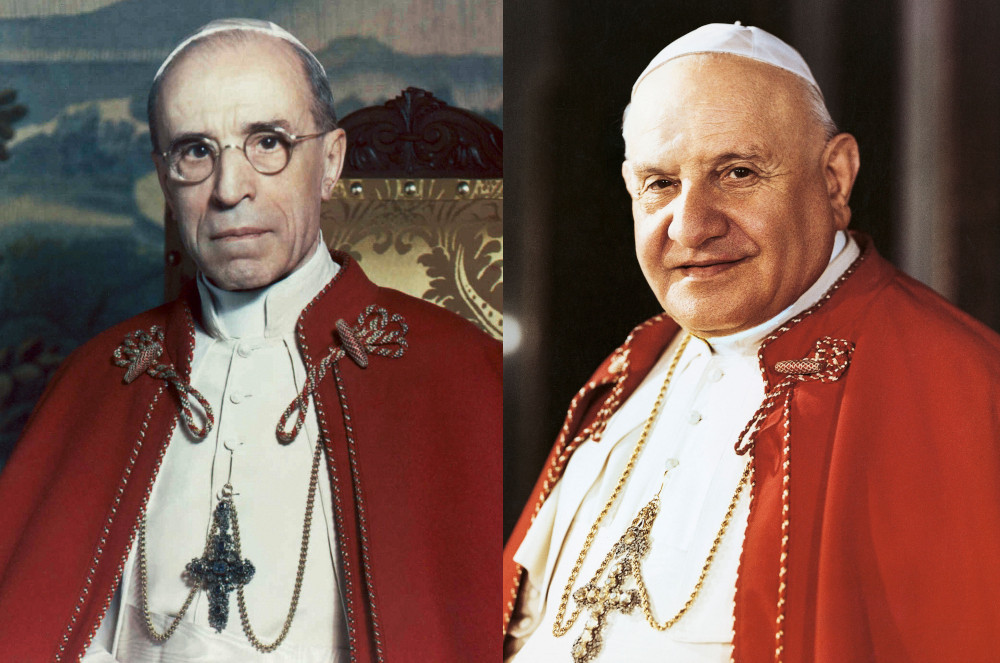
Pío XII y Juan XXIII, papas sucesivos que diferían tanto en su constitución física como en sus énfasis teológicos.

Seguite sempre un papa grasso con sottile (tdl. ‘A un papa gordo le sigue siempre uno delgado’) o Un papa grasso, ne seguiva uno magro (tdl. ‘Un papa gordo, seguido de uno delgado’), también expresado como «Un papa gordo sigue a uno delgado» y abreviado como «Papa gordo, papa delgado», es un adagio en la Iglesia católica que describe una tendencia percibida de que los cónclaves tienden a contrarrestar al papa precedente con uno que tiene diferentes énfasis ideológicos.

## Frase
El adagio italiano en torno a los cónclaves papales describe una tendencia percibida por los cardenales electores a elegir un candidato que contrarreste al papa anterior, como si siguieran un movimiento pendular. Al elegir un sucesor, los cardenales suelen centrarse en los defectos percibidos del pontífice anterior y seleccionar a un candidato que los remedie. A un papa «combativo» puede sucederle uno más amigable, y a un «político» un «sacerdote». Se dice que este fenómeno se observa especialmente en la historia después de papados particularmente largos, cuando la Iglesia está lista para el cambio.

## Exactitud
El pontificado de Pío IX, que estuvo marcado por una «desconfianza hacia la modernidad», fue seguido por el enfoque de León XIII en una «fe más activista», que a su vez fue seguida por la lucha del papa Pío X contra el modernismo. Al «austero» y «aristocrático» Pío XII le sucedió el «gregario y aparentemente poco sofisticado» Juan XXIII. En la historia reciente, el papa Francisco (2013-2025) fue visto como un pontífice más de izquierda después de Benedicto XVI, quien a su vez fue visto como más de derecha que su predecesor, Juan Pablo II.
Sin embargo, en un artículo para Crux, John L. Allen Jr. cuestionó la exactitud del adagio, afirmando que Pío XI continuó las políticas del papa Benedicto XV, y lo mismo ocurrió con Pablo VI y Juan XXIII. El papado de Benedicto XVI también fue visto por algunos como más de lo mismo, en lugar de un cambio; supuestamente, los obispos de izquierda habían asumido que el sucesor de Juan Pablo II seguiría un movimiento pendular para ser más liberal, y se sorprendieron por la elección de Benedicto XVI.
La frase también se ha utilizado para describir el mismo fenómeno de péndulo que ocurre entre los presidentes de la Universidad Harvard, con los científicos Charles William Eliot y James Bryant Conant flanqueando al humanista A. Lawrence Lowell, y en los estilos ejecutivos presidenciales estadounidenses. Christopher M. Bellitto también señaló que, si bien la frase es metafórica, en ocasiones ha sido literalmente cierta: al corpulento papa Pío IX le sucedió el flaco papa León XIII, y al «alegre y carnoso» papa Juan XXIII le precedió el «demacrado» papa Pío XII y le siguió el «delgado» papa Pablo VI.